# Josef Starzer
Joseph Johann Michael Starzer (Vienna, 5 gennaio 1728 – Vienna, 22 aprile 1787) è stato un compositore e violinista austriaco.

## Opere
- Die Wildschützen (Gottlieb Stephanie der Jüngere), Lustspiel mit Gesängen (1777 Wien, Burgtheater)
- zweifelhaft: Der Fuchs in der Falle oder Die zwey Freunde (Paul Weidmann), Lustspiel (23. Nov. 1776 Wien, Burgtheater)
- zweifelhaft: Die drei Pächter, Singspiel 2 Akte (1778? Wien)

## Balletti
- Psiché et l'Amour  di Franz Anton Hilverding (Vienna, Burgtheater, 1752)
- Ballet des bergers di Franz Anton Hilverding (Laxenburg, 1755)
- Le Turc généreux di Franz Anton Hilverding (Vienna, Burgtheater, 1758)
- Pigmalion au La Statue animée di Franz Anton Hilverding (Vienna, Burgtheater, 1758)
- Les Misantropes (L'Amour au désert ou Les Misantropes amoureux) di Franz Anton Hilverding (Laxenburg, 1758)
- L'Amour vengé di Franz Anton Hilverding (1759 Laxenburg)
- Pribeišée dobrodeteli (L'Asile de la vertu) e Novye lavry (La Nouveaux Lauriers) di Franz Anton Hilverding (1759 St. Petersburg, con H. F. Raupach)
- La Victoire de Flore sur Borée (Le Triomphe du printemps) di Franz Anton Hilverding (1760 St. Petersburg, 1766 Wien, Kärntnerthortheater)
- Ballette zu Siroe di Franz Anton Hilverding (1760 St. Petersburg)
- Le Jugement de Paris di Francesco Calzavaro (1761 St. Petersburg)
- Prométhée et Pandore (Francesco Calzavaro) (1761 Oranienbaum)
- Le Pauvre Yourka (Gaetano Cesare) (1762 Moskau)
- Le Seigneur de village moqué und Le Vengeance du dieu de lamour (Franz Anton Hilverding) (1762 Moskau)
- Apollon et Diane (La favola d'Apollo e Dafné) (Gasparo Angiolini) (1763 Wien, Burgtheater)
- Les Fêtes hollandoises (Gasparo Angiolini) (1763 Wien, Burgtheater)
- Le Retour de la déesse du prineemps en Arcadie (Franz Anton Hilverding) (1763 Moskau)
- Pygmalion ou La Statue animée (Franz Anton Hilverding) (1763 St. Petersburg)
- Apollon et Daphné ou Le Retour d'Apollon au Parnasse (Pierre Granger) (1763 St. Petersburg)
- Acis et Galatée (Franz Anton Hilverding) (1764 St. Petersburg)
- Le Chevalier boiteux (Franz Anton Hilverding) (1766 St. Petersburg)
- Don Quichote (Jean-Georges Noverre) (1767/68 Wien, Kärntnerthortheater)
- La festa d'Alceste (Jean-Georges Noverre?) (1768 Wien, Burgtheater; zu Glucks Alceste)
- Les Réjouissances flamanda (Jean-Georges Noverre) (1768 Wien)
- Strassburger (Il primo Majo/Les Aventura champêtres) (Jean-Georges Noverre) (um 1768-1773 Wien, Burgtheater)
- La Fontaine de Jouvence (Die Quelle der Schönheit und der Hässlichkeit) (Jean-Georges Noverre) (1770 Wien, Burgtheater)
- Diane er Endimion (Jean-Georges Noverre) (1770 Mährisch-Neustadt, 1771 Wien, Burgtheater)
- Orphée et Euridice (La Descente d'Orphée aux enfers) (Jean-Georges Noverre) (177o Wien)
- Les Moissonneurs (Die Schnitter) (Jean-Georges Noverre) (1770 Wien, Burgtheater)
- Le Jugement de Paris (Jean-Georges Noverre) (1771 Wien, Burgtheater)
- Roger et Bradamante (Jean-Georges Noverre) (1771 Wien, Burgtheater)
- Ballo Olandese (Das holländische Kirchweihfest oder Das holländische Dorflusthaus) (Jean-Georges Noverre) (1772 Wien, Kärntnerthortheater)
- Les Fêta chinoises (Jean-Georges Noverre) (1772 Wien)
- Le gelosie del serraglio (Die Eifersucht) (Jean-Georges Noverre) (1772 Wien)
- Ballo del Amore (Jean-Georges Noverre) (1772 Wien)
- La statua animata (Pygmalion) (Jean-Georges Noverre) (1772 Wien, Burgtheater)
- La Vengeance de Mars ou Vénus et Adonis (Jean-Georges Noverre) (1773 Wien, Burgtheater)
- Die Vestalen (Jean-Georges Noverre) (1773 Wien, Burgtheater)
- Adèle de Ponthieu (Jean-Georges Noverre) (1773 Wien, Burgtheater)
- Les Horaces et les Curiaces di Jean-Georges Noverre (1774 Wien, Kärntnertortheater)
- Le Cid di Gasparo Angiolini (1774 Wien, Burgtheater)
- Le ninfe di Gasparo Angiolini (1774 Wien, Kärntnerthortheater)
- Teseo in Creta di Gasparo Angiolini (1775 Wien, Burgtheater)
- Montezuma oder Die Eroberung von Mexico di Gasparo Angiolini (Vienna, Burgtheater, 1775)
- Les Moissonneurs (Die Schnitter) di Gasparo Angiolini (Vienna, Burgtheater, 1775)

## Opere dubbie
- Les Amériquains (Franz Anton Hilverding) (1752 Wien, Burgtheater; neue Fassung 1756/57 Wien, Burgtheater)
- Acis et Galathée (Polifemo) (Franz Anton Hilverding) (1752 Wien, Burgtheater)
- Orphée et Euridice (Franz Anton Hilverding) (1752 Wien, Burgtheater)
- La Statue et les jardiniers (Franz Anton Hilverding) (1753 Schönbrunn und Wien, Burgtheater)
- Les Vendangeurs (Das Weinlösen) (Franz Anton Hilverding) (1753 Wien, Burgtheater)
- Le Développement du Cahos ou La Elemens (L'Origine de tous les êtres) (Franz Anton Hilverding) (1753/54 Wien, Burgtheater)
- Les Saisons (L'Origine des Tems) (Franz Anton Hilverding) (1753/54 Wien, Burgtheater)
- Le Ballet bleu (Der Blaue) (Franz Anton Hilverding) (1753/54 Wien, Burgtheater)
- Le Ballet couleur de rose (La bianca e la rosa) (Franz Anton Hilverding) (1753/54 Wien, Burgtheater)
- La Vengeance de Mars ou Vénus et Adonis (Franz Anton Hilverding) (1753/54 Wien, Burgtheater)
- Ariadne et Baccus (Franz Anton Hilverding) (1754 Wien, Burgtheater; neue Fassung 1766 Wien, Burgtheater)
- Narcisse et la Nimphe Echo (Franz Anton Hilverding) (1754 Wien, Burgtheater)
- Le Gage touché (Das Pfänder-Spiel) (Franz Anton Hilverding) (1754 Laxenburg)
- Les Quatres coins (Frau Gevatterin leih mir die Schärr) (Franz Anton Hilverding) (1754 Laxenburg)
- L'Hongrois (Franz Anton Hilverding) (1754 Laxenburg)
- La Sérénade espagnol (Franz Anton Hilverding) (1754 Laxenburg)
- Les Moissonneurs (Franz Anton Hilverding) (1754/55 Wien, Burgtheater)
- Vertumne et Pomone (Franz Anton Hilverding) (1754/55 Wien, Burgtheater)
- La Fête des Guirlandes (Franz Anton Hilverding) (1754/55 Wien, Burgtheater)
- Les Bucherons (Von Holzhackern und Zigeunern) (Franz Anton Hilverding) (1754/55 Wien, Burgtheater)
- L'Heureux Chasseur (Franz Anton Hilverding) (1754/55 Wien, Burgtheater)
- Les Jardiniers amoureux (Giuseppe Salomoni) (1754/55 Wien, Kärntnerthortheater)
- La Amours de Pollichinel (Giuseppe Salomoni) (1754/55 Wien, Kärntnerthortheater)
- Le Jeu au Camp ou La Dispute du grenadier et du dragon (Giuseppe Salomoni) (1754/55 Wien, Kärntnerthortheater)
- Les Courriers au cabaret de poste (Giuseppe Salomoni) (1754/55 Wien, Kärntnerthortheater)
- Les Adieux des Matelots (Franz Anton Hilverding) (1755 Wien, Burgtheater)
- Atalante et Hippomène (Die Fabel der Atlante) (Franz Anton Hilverding) (1755 Wien, Burgtheater; Neufassungen 1756/57 und 1771 Wien, Burgtheater)
- Les Maures vaincus (Von denen Mohren) (Franz Anton Hilverding) (1755 Wien, Burgtheater)
- Les Parties du jour en quatre ballets: Le Matin, Le Midi, Le Soir, La Nuit) (Franz Anton Hilverding) (1755 Laxenburg)
- La Pêche (Franz Anton Hilverding) (1755 Wien, Burgtheater)
- Le Ballet Anglois (Antoine Pitrot) (1755 Wien, Burgtheater)
- Les Caractères (Giuseppe Salomoni) (1755/56 Wien, Kärntnerthortheater)
- Les Domestiques et le maitre de danse (Deren Haus Arbeitern) (Giuseppe Salomoni) (1755/56 Wien, Kärntnerthortheater)
- Le Retour des Matelots (Die Zurückkunft der Bootsleut) (Franz Anton Hilverding) (1756 Wien, Burgtheater)
- L'Oiseleur ou La Pipée (Franz Anton Hilverding) (1756 Laxenburg)
- La Savoiards (Franz Anton Hilverding) (1756 Laxenburg)
- Les Corsaires (Antione Pitrot) (1756 Laxenburg)
- Grand ballet chinois (Franz Anton Hilverding oder Antione Pitrot) (1756 Laxenburg)
- Les Sourds (Franz Anton Hilverding oder Antione Pitrot) (1756/57 Wien, Burgtheater)
- Les Trois Soeurs Rivales (Franz Anton Hilverding oder Antione Pitrot) (1756/57 Wien, Burgtheater)
- Le Campagnard berné (Franz Anton Hilverding oder Antione Pitrot) (1756/57 Wien, Burgtheater)
- L'Enlèvement de Proserpine (Franz Anton Hilverding oder Antione Pitrot) (1756/57 Wien, Burgtheater)
- Ulisse et Circé (Franz Anton Hilverding oder Antione Pitrot) (1756/57 Wien, Kärntnerthortheater)
- Les Nôces flamandes (Pierre Sodi) (1756/57 Wien, Kärntnerthortheater)
- L'École d'astronomie (Franz Anton Hilverding) (1757? Wien, Kärntnerthortheater)
- La Force du sang (Franz Anton Hilverding) (1757 Wien, Burgtheater)
- La Ruse d'amour (Franz Anton Hilverding) (1757 Wien, Burgtheater)
- La Guirlande enchantée (Franz Anton Hilverding) (1757? Wien, Burgtheater)
- Le Serpent (Franz Anton Hilverding) (1757/58? Wien, Burgtheater)
- La Mascarade (Franz Anton Hilverding?) (1758 Wien, Kärntnerthortheater)
- Les Matelots (Franz Anton Hilverding) (1758 Wien, Kärntnerthortheater)
- Le Cosaque jalaux (Franz Anton Hilverding?) (1758 Wien, Burgtheater)
- Diane et Endimione (Franz Anton Hilverding?) (1758 Wien, Burgtheater)
- La Bergerie (De Bergers de bergères) (Franz Anton Hilverding?) (1758 Wien, Burgtheater)
- La Conversazione da villani(Louis Mécour?) (1758? Wien, Kärntnerthortheater)
- Le Philosophe à la campagne (Le Philosophe amoureux) (Franz Anton Hilverding) (1758 Wien, Kärntnerthortheater)
- La Querelle de village (Franz Anton Hilverding?) (1758 Wien, Burgtheater)
- La Foire Hollandoise (Franz Anton Hilverding) (1758 Wien, Burgtheater)
- Li Pellegrini al molino (François La Comme?) (1758 Wien, Kärntnerthortheater)
- Pigmalion ou La Statue animée (Franz Anton Hilverding) (1758 Wien, Burgtheater)
- Diane et l'Amour (Franz Anton Hilverding) (1758 Wien, Kärntnerthortheater)
- L'Inconstant ramené (Franz Anton Hilverding) (1758 Wien, Kärntnerthortheater)
- L'Europe (L'Enlèvement d'Europe) (Franz Anton Hilverding) (1758 Schönbrunn)
- La Climusette (Gasparo Angiolini) (1758 Wien, Burgtheater)
- Andromede (Les Noces de Persée et d'Andromede) (Gasparo Angiolini) (1758 Wien, Burgtheater)
- Les Rivaux Amis au La Partie quarée (Vincenzo Turchi) (1758 Wien, Kärntnerthortheater)
- A quelque chose le malheur est bon (Gasparo Angiolini) (1759 Wien, Kärntnerthortheater)
- Die Landung der Spanier auf den amerikanischen Küsten (Gasparo Angiolini?) (1760? Wien, Burgtheater)
- Le Retour du Printemps (Franz Anton Hilverding) (1765 Laxenburg)
- L'Amour vengé au Ballet da Bergers (Gasparo Angiolini?) (1765 Laxenburg)
- La Fête flamande (Choreograph nicht bekannt) (1765? Wien)
- Le Misantrope (Choreograph nicht bekannt) (1765 Laxenburg)
- L'amore medico (Choreograph nicht bekannt) (St. Petersburg?)
- Les Cinq Sultanes (Jean-Georges Noverre) (1771 Wien, Kärntnerthortheater)
- Nation (Choreograph nicht bekannt) (1771? Wien)
- Atlante (Choreograph nicht bekannt) (1771 Wien)
- Le Roi et le fermier (Gasparo Angiolini) (1774 Burgtheater Wien)
- Der Spaziergang der Angelender nach Fox-Hall (Wien?, 1778 Regensburg)